# Filomenaleonisa Iakopo
Filomenaleonisa Iakopo (Saipán, 10 de febrero de 2006) es una velocista samoana americana de la Mancomunidad de las Islas Marianas del Norte (IMN). Clasificó para los Juegos Olímpicos de París 2024 y fue nombrada abanderada de Samoa Americana.

## Biografía
Iakopo nació el 10 de febrero de 2006 en las Islas Marianas del Norte. Ella es de ascendencia chamorro y samoana americana: su padre, un veterano de la Fuerza Aérea, es de Samoa Americana, mientras que su madre es de Saipán.  Comenzó a competir en atletismo en séptimo grado. Después de ser entrenada por su padre durante un tiempo, su padre contrató al atleta olímpico Peter Pulu para ayudarla a entrenarla. También ha competido en eventos de culturismo, participando en el campeonato Dee Clayton Classic 2021 junto con su padre.
Iakopo asistió a la escuela secundaria Kagman en Saipan; se graduó en 2024 entre las 10 mejores de su promoción. Mientras estaba en la escuela secundaria, comenzó a competir en competencias internacionales representando a Samoa Americana, estableciendo varios récords nacionales, incluso en los 100 metros y 200 metros. Hizo su debut internacional en el Campeonato de Atletismo de Oceanía de 2022 y compitió en las pruebas de 100 y 200 metros; su padre, que entonces tenía 49 años, también compitió en esos eventos. Posteriormente compitió en los Mini Juegos del Pacífico de 2022, la Copa de Oceanía de 2023, los Juegos del Pacífico 2023, el Campeonato Mundial de Atletismo en Pista Cubierta de 2024 y el Campeonato de Atletismo de Oceanía de 2024. En el Campeonato del Mundo de 2024 compitió en los 60 metros y estableció el récord nacional.
Después de que Iakopo se graduó de Kagman High School, decidió asistir a la Universidad Baylor, conespecialización en neurociencia, en 2024. En julio de 2024, fue seleccionada para competir en los Juegos Olímpicos de París 2024 en los 100 metros. Fue nombrada abanderada de Samoa Americana en la competencia. Su preferencia era representar a CNMI en los Juegos Olímpicos, pero su país de nacimiento no tiene representación olímpica. Iakopo estableció un récord nacional de Samoa Americana de 12,78 en la ronda preliminar de los 100 metros en los Juegos Olímpicos.